# Джеферсън Дейвис
Вижте пояснителната страница за други личности с името Джеферсън Дейвис и Джеф Дейвис.
Джеферсън Финис Дейвис (на английски: Jefferson Finis Davis) е американски политик и президент на Конфедералните американски щати по време на тяхното съществуване между 1861 и 1865. Преди Гражданската война служи в армията и на няколко пъти е избиран в Камарата на представителите и в Сената. Той е и военен министър в администрацията на президента Франклин Пиърс (1853-1857).